# Alfredo Moreno (football)
Pour les articles homonymes, voir Alfredo Moreno et Moreno.
Alfredo David Moreno (né le 12 janvier 1980 à Santiago del Estero en Argentine et mort le 8 décembre 2021 à Aguascalientes) est un joueur de football argentin.

## Palmarès
| Saison        | Club         | Titre                      |
| ------------- | ------------ | -------------------------- |
| Apertura 2000 | Boca Juniors | Primera Division Argentina |
| 2000          | Boca Juniors | Copa Libertadores          |